# Pranti (Sulang)
Pranti is een bestuurslaag in het regentschap Rembang van de provincie Midden-Java, Indonesië. Pranti telt 803 inwoners (volkstelling 2010).